# 塩野義三郎
塩野 義三郎（しおの ぎさぶろう、1854年4月14日（嘉永7年3月17日） - 1931年（昭和6年）12月29日）は、塩野義製薬の創業者。
（初代）義三郎の長男である正太郎は1920年に義三郎を襲名しているが、本項では主に（初代）義三郎について記す。

## 来歴
摂津国道修町（現在の大阪府大阪市中央区）で薬種商（後の塩野香料）を営む二代目塩野𠮷兵衛の三男として生まれた。二代目𠮷兵衛は長男の豊太郎と次男、三男の義三郎の3人の子をもうけたが次男は早世している。
1870年（明治3年）、二代目吉兵衛は豊太郎に吉兵衛を襲名させた。三代目吉兵衛のもとで商いの見習いを続けていた義三郎は、1874年2月2日に分家し、一戸を構えた。
1878年3月17日、24歳の誕生日をもって道修町三丁目12番地（現在の塩野義製薬本社所在地）に薬種問屋を独立創業した。当初の取扱品目は沈香や麝香、薬用人参など和漢薬が主で、肝油やシンコニーネなどの洋薬も扱った。
1880年12月22日に結婚し、翌1881年11月15日に長男・正太郎が生まれた。1883年4月8日には次男・長次郎が生まれている。
1886年には、取扱いを和漢薬から洋薬に切り替えた。1892年に北区相生町に小規模な製薬工場を設け、カフェインや塩化スズなどを製造したが、1899年2月に一旦廃業している。
1902年、長男の正太郎が大阪高商（大阪市立大学を経て、現在の大阪公立大学）を卒業した。兵役を終えたのち1906年に家業に就き営業の仕事を担う。次男の長次郎は1907年に東京帝国大学薬学科を卒業し、翌1908年には相生町の工場に分家して薬品の製造を再開した。このころ、のちの四代目塩野吉兵衛となる甥の光太郎に、芳香原料の取り扱いの助言もした。
1909年には、初の自社開発の新薬である制酸薬「アンタチヂン」を発売した。1919年（大正8年）、正太郎が管掌していた薬種問屋「塩野義三郎」と、長次郎の主宰による製薬事業「塩野製薬所」を合併し、「株式会社塩野義商店」を設立し、義三郎は社長に就任した。
1920年2月2日、義三郎は経営の一線から退き、平取締役となった。これと同時に名を義一と改め、正太郎が義三郎の名を継いだ。
1936年5月10日、長次郎が肺炎で死去した。同年12月28日には義一が池田市の隠居先で散歩中に倒れ、翌日に77歳で死去した。